# Eunice benedicti
Eunice benedicti är en ringmaskart som först beskrevs av Addison Emery Verrill 1885.  Eunice benedicti ingår i släktet Eunice och familjen Eunicidae. Inga underarter finns listade i Catalogue of Life.